# Bundesverband junger Autoren und Autorinnen

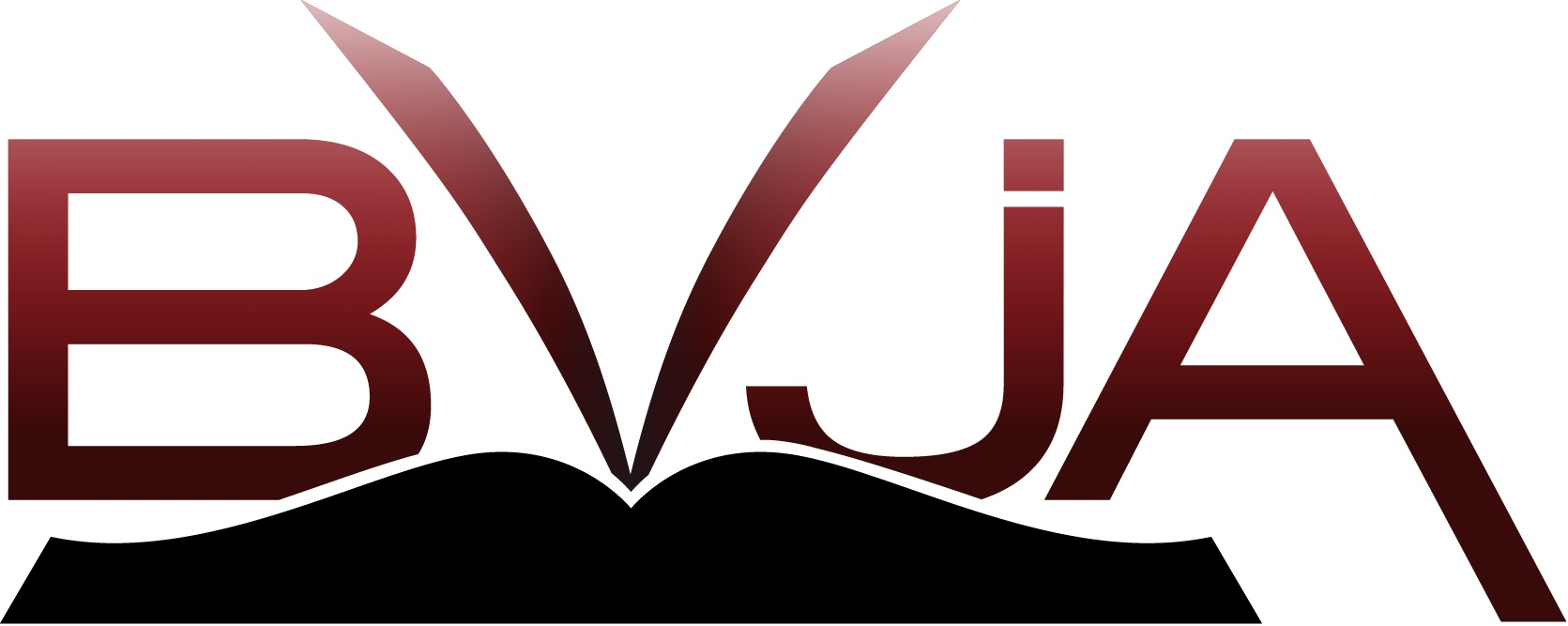
Meist mit Zusatz: Bundesverband junger Autoren und Autorinnen

Der Bundesverband junger Autoren und Autorinnen (BVjA) ist eine deutsche Interessenorganisation für junge Literaturschaffende aller Genres in der Rechtsform eines eingetragenen Vereins mit Sitz in Bonn. Der Verein wurde 1987  auf Bundesebene als Nachfolgeorganisation des Bundesring Junger Autoren (BJA) gegründet.

## Aktivitäten
Der Verein unterhält regelmäßige Autorentreffen in deutschen Städten und organisiert jährliche Autorenseminare zur Frankfurter Buchmesse. Er informiert mit einem Newsletter und dem vierteljährlich erscheinenden Mitgliedermagazin Qwertz über Wissenswertes für junge Autoren.
Seit der Gründung gibt der Verband die von Norbert Kron gegründete Konzepte. Zeitschrift für Literatur; seit dem Jahr 1995 zudem das Literarische Magazin (LiMa) heraus. Bis 2005 war die Federwelt das Mitgliedermagazin des Vereins.
Der Verein unterstützt junge Autoren durch ein kostenfreies Erstlektorat sowie der Möglichkeit einer juristischen Erstberatung durch einen Verbandsjustiziar.
Der BVjA ist einer der Initiatorenverbände der Initiative „Fairer Buchmarkt“, an deren Autorenprotest gegen Amazon.com und gegen eine Monopolisierung des Buchhandels sich im Jahr 2014 über 2000 Schriftsteller beteiligten, nachdem Amazon Bücher aus Verlagen der Bonnier Media Deutschland sanktionierte, um höhere Preismargen für E-Books durchzusetzen.
Der BVjA war am 2. Oktober 2016 in Berlin – neben Autorinnenvereinigung, 42er Autoren, PEN, Verband deutscher Schriftstellerinnen und Schriftsteller, Three Seas Writers’ & Translator’s Council, PAN, Syndikat und Mörderischen Schwestern – Gründungsmitglied des Netzwerk Autorenrechte. Als einzige bundesweite Interessenorganisation speziell für junge Literaten nimmt der Verband zu aktuellen Themen Stellung und verleiht jungen Autoren öffentlich Gehör. Er fordert von Verlagen und Politik mehr Mut zur Förderung gerade junger Autoren.
Zum Welttag des Buches am 23. April 2008 gründete der Verband gemeinsam mit dem Verband deutscher Schriftstellerinnen und Schriftsteller, der IG Autorinnen Autoren und Autorinnen und Autoren der Schweiz das Aktionsbündnis für faire Verlage. Im selben Jahr machte der Verein darauf aufmerksam, dass die Frankfurter Verlagsgruppe Autoren wie Ralph Giordano, Joachim Sartorius und Alfred Grosser bei der Herausgabe einer Goethe-Anthologie getäuscht hatte. Daraufhin versuchte die besagte Verlagsgruppe den BVjA und sämtliche Unterstützer des Aktionsbündnis für faire Verlage mit Klageandrohungen und Diffamierungen einzuschüchtern.
Gemeinsam mit der Leipziger Buchmesse veranstaltet der Verein seit dem Jahr 2015 jährlich das Verlagsspeeddating im deutschsprachigen Raum und kooperiert auch jedes Jahr mit der Frankfurter Buchmesse mit verschiedenen Veranstaltung, wie zum Beispiel 2018 mit der 1. VIP-Autorenkonferenz zum Thema „Vom Schreiben leben“ bei der mitunter prominente Referenten wie der Bestsellerautor Sebastian Fitzek junge Autoren an ihren Erfahrungen teilhaben ließen.
Im Oktober 2017 wurde der junge Autor Nikodem Skrobisz (Leveret Pale) zum „Vorstandsmitglied für Selfpublishing“ gewählt, um im BVjA die Arbeit für den für junge Autoren immer weiter wachsenden Zukunftsmarkt des Selfpublishings weiter auszubauen.

## Preise
Der Verband veranstaltet Literaturwettbewerbe zu zeitaktuellen Themen.
Gemeinsam mit der Armin-T.-Wegner-Gesellschaft schreibt der BVjA den internationalen Selma Meerbaum-Eisinger-Literaturpreis aus, der zuletzt unter der Schirmherrschaft von Jörg Thadeusz stand.
Anlässlich des Gedenktages „20 Jahre Mauerfall“ im Jahre 2009 veranstaltete er unter Förderung des Beauftragten der Bundesregierung für Kultur und Medien den Bundesliteraturwettbewerb „Ich bin ein 89er“.

## Mitglieder und Vorstand
Die Autoren Tanja Kinkel, Titus Müller, Markus Orths und Kristina Dunker begannen ihren literarischen Weg mit dem BVjA. Der Verband hat in den Bundesländern Regionalvertretungen. Ferner zählen auch Österreicher und Schweizer zu den Mitgliedern. Der Vorstand des BVjA besteht aus ehrenamtlichen Mitgliedern, die alle zwei Jahre im Oktober bei der Mitgliederversammlung neugewählt werden. Eine Altersbeschränkung gibt es nicht mehr. Der Verein richtet sich speziell an junge Autoren und solche, die am Anfang ihres schriftstellerischen Weges stehen.
Derzeitiger Vorstandssprecher ist Tobias Kiwitt. Stellvertretender Vorstandssprecher ist Martin Halotta, während Tatjana Flade das Amt Geschäftsführerin innehat. Die Autorin Ute Bareiss ist Vorstandsmitglied für Seminare. Die Geschäftsstelle des gemeinnützigen Vereins befindet sich in Bonn. Der Verein ist in mehrere Regionalgruppen gegliedert, die in fast allen größeren Städten Deutschlands einen oder mehrere Stammtische und diverse Veranstaltungen organisieren und von der Regionalgruppenkoordinatorin Brina Stein (Sabrina Reulecke) koordiniert werden.

## Vorstandssprecher in der Geschichte des BVjA
- 1987–1992: Olaf Alp
- 1992–1999: Stefan Sprang
- 1999–2004: Heike Prassel
- 2004–2007: Christine Langer
- 2007–2008: Alexander Brehm
- seit 2008: Tobias Kiwitt

## Publikationen
- Ich bin ein 89er – Sonderanthologie. Bonn 2010, ISSN 0947-1103.
- Bundesverband junger Autoren und Autorinnen (Hrsg.): Druckkostenzuschussverlage – Fallen im Literaturbetrieb. Bonn 1997.
- Literatur am Ende der Politik? Bonn 1994, ISBN 3-86077-285-6.
- Friedrich-Ebert-Stiftung und Bundesverband junger Autoren und Autorinnen (Hrsg.): Das Medium schlägt zurück: Bausteine einer neuen Theorie politischer Literatur. Essen 1992, 194 S. ISSN 0179-0676.
- Schickse und Machino: eine Anthologie im Zeitgeist der neunziger Jahre. Bayreuth 1990, 155 S., ISBN 3-9802003-1-0.